# Abiquiu (Breaking Bad)
"Abiquiu" es el undécimo episodio de la tercera temporada de la serie dramática de televisión estadounidense Breaking Bad, y el episodio 31 en general de la serie. Fue escrito por John Shiban y Thomas Schnauz y dirigido por Michelle MacLaren. El título hace referencia a Abiquiú, Nuevo México, donde Georgia O'Keeffe tenía casa y estudio.

## Trama
En un flashback, Jesse y su entonces novia Jane Margolis visitan el Museo Georgia O'Keeffe y ven su pintura My Last Door. Los dos debaten el significado de la pintura antes de que Jane concluya que O'Keeffe simplemente estaba tratando de hacer que una buena sensación durara.
En el presente, Hank está frustrado con su fisioterapia. Marie le da a Skyler la factura de la terapia que debe pagar, como discutieron anteriormente. Walter intenta pagar con el dinero de las drogas, pero Skyler insiste en que la fuente debe ser "impecable". Walt la lleva a conocer a Saul Goodman, quien lavó su dinero anteriormente. Skyler se desanima por su personalidad frívola y su plan para comprar una instalación de juegos láser. En cambio, sugiere una inversión comercial más creíble: el lavado de autos donde Walt trabajó anteriormente. Saul se opone, ya que el propietario de la instalación de los juegos no haría preguntas sobre el trato, mientras que el propietario del lavado de autos, Bogdan Wolynetz, es un factor desconocido. Skyler se ofrece a ayudar a lavar el dinero administrando el lavado de autos (una figura que Saul denomina "Danny"). A Walt le preocupa que esto la haga responsable de sus acciones, pero ella revela que nunca presentó los papeles del divorcio y, si está casada, no se la puede obligar a testificar en su contra.
Mientras tanto, Walt advierte a Jesse sobre robar algo de su producto de metanfetamina, lo que sigue negando, además de mostrar su molestia por su desconfianza. Jesse lleva lo que ha robado a una reunión de Narcóticos Anónimos para dárselo a Badger y Skinny Pete para que lo ayuden a vender. Los dos le dicen que no se atreven a vender metanfetamina a los adictos en recuperación, por lo que Jesse les muestra lo fácil que es al entablar una conversación con Andrea Cantillo, una recién llegada a las reuniones. Pronto se encariña con Andrea mientras subrepticiamente intenta venderle drogas. Andrea lo invita a su casa, donde Jesse descubre que tiene un hijo llamado Brock, con quien rápidamente se encariña. Por él, Jesse se entera de que Andrea tiene un hermano menor llamado Tomás, aunque inicialmente se niega a hablar de él. Más tarde, Andrea sugiere que usen metanfetamina, pero Jesse se niega ahora que sabe que ella tiene un hijo, y los dos discuten. Andrea insiste en que quiere evitar que Brock sufra el mismo destino que Tomás, que fue "adoptado" por las pandillas que controlan el barrio y meses antes, como parte de una iniciación, le disparó a un traficante rival en una esquina. Al saber detalles como su ubicación, Jesse reconoce que el asesinato fue el de Combo unos meses antes.
En medio de su trabajo, Walt recibe una llamada de Gus invitándolo a su casa para una cena privada; en su conversación, le dice que cometió muchos errores cuando comenzó a trabajar en el negocio de las drogas. Lamenta no haber tenido un mentor y le advierte a Walt que nunca cometa el mismo error dos veces. Al día siguiente, Jesse viaja a la esquina donde mataron a Combo. Encuentra a Tomás allí y confirma que no solo está trabajando para una banda de narcotraficantes, sino que la banda trabaja para Gus vendiendo la metanfetamina azul que él y Walt están produciendo. Jesse se aleja en silencio, enfurecido.

## Producción
El episodio fue escrito por John Shiban y Thomas Schnauz, y dirigido por Michelle MacLaren; se estrenó en AMC en los Estados Unidos y Canadá el 30 de mayo de 2010.

## Recepción

### Audiencia
La transmisión original del episodio fue vista por 1,32 millones de personas, un aumento con respecto a los 1,20 millones del episodio anterior, "Fly".

### Reseñas
Seth Amitin de IGN le dio al episodio una calificación de 8.9 sobre 10 y comentó: "Breaking Bad ha sido uno de los pocos programas de televisión que tiene historias y personajes asombrosos, no solo en cada episodio, sino en la serie como un todo. "Abiquiú" fue un gran ejemplo de esto." 
Donna Bowman de The AV Club le dio al episodio una calificación A− y señaló que "esta temporada se ha vuelto cada vez más obvio cuán rápido Breaking Bad ha decidido moverse a través de sus premisas iniciales".
En 2019, The Ringer clasificó a "Abiquiú" en el puesto 49 de su ranking de episodios de la serie.